# Classic Loire Atlantique 2006
La Classic Loire Atlantique 2006, settima edizione della corsa e valida come evento dell'UCI Europe Tour 2006 categoria 1.2, si svolse il 17 marzo 2006 su un percorso di 186 km. Fu vinta dal russo Sergej Kolesnikov, che giunse al traguardo con il tempo di 4h24'10", alla media di 42,24 km/h.
Partenza con 137 ciclisti, dei quali 51 conclusero la gara.

## Squadre e corridori partecipanti
| N.    | Cod. | Squadra                 |
| ----- | ---- | ----------------------- |
| 1-8   | AGR  | Agritubel               |
| 11-18 | AMO  | Amore & Vita-McDonald's |
| 21-28 | AUB  | Auber 93                |
| 31-38 | BJF  | Bretagne-Jean Floc'h    |
| 41-48 | KCT  | Kalev Chocolate Team    |
| 51-58 | JAR  | Jartazi-7Mobile         |
| 61-68 | MAS  | Massi                   |
| 71-78 | ODM  | Omnibike Dynamo Moscow  |
| 81-88 | PCH  | Procomm-Van Hemert      |

| N.      | Cod. | Squadra                   |
| ------- | ---- | ------------------------- |
| 91-98   | TIA  | Team TIAA-CREF            |
| 101-108 | VAN  | Cycle Racing Team Vang    |
| 111-118 | AVC  | AVC Aix En Provence       |
| 121-128 |      | Cotes D'Armor Cyclisme    |
| 131-138 |      | UC Nantes-Atlantique      |
| 141-148 |      | Roubaix-Lille Métropole   |
| 151-158 | LPM  | La Pomme Marseille        |
| 161-168 |      | Vendée U-Pays de la Loire |
| 171-178 |      | Atom                      |

## Ordine d'arrivo (Top 10)
| Pos. | Corridore         | Squadra         | Tempo    |
| ---- | ----------------- | --------------- | -------- |
| 1    | Sergej Kolesnikov | Omnibike D.     | 4h24'10" |
| 2    | Noan Lelarge      | Bretagne        | s.t.     |
| 3    | Mathieu Drujon    | Auber 93        | a 1'11"  |
| 4    | Aleksej Šmidt     | Omnibike        | s.t.     |
| 5    | Igor Abakoumov    | Jartazi-7Mobile | s.t.     |
| 6    | Gilles Canouet    | Agritubel       | s.t.     |
| 7    | Médéric Clain     | Roubaix         | s.t.     |
| 8    | Ivan Seledkov     | Omnibike D.     | s.t.     |
| 9    | Eduardo Gonzalo   | Agritubel       | s.t.     |
| 10   | Roy Curvers       | Procomm         | s.t.     |